# دون إيك
دون إيك (بالإنجليزية: Don Eck)‏ هو لاعب كرة قدم أمريكية أمريكي، ولد في 30 نوفمبر 1961 في نوروالك في الولايات المتحدة.